# Montes Allegheny

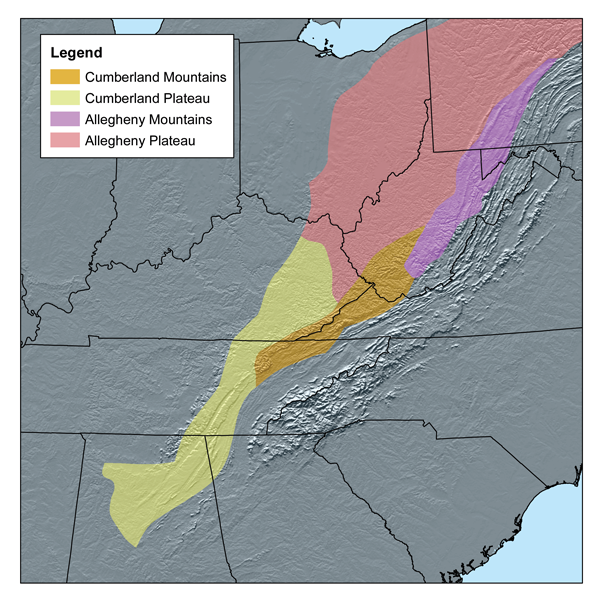
Mapa dos montes Allegheny

Os montes Allegheny fazem parte da cordilheira dos Apalaches na parte oriental dos Estados Unidos da América e do Canadá. Têm uma orientação nordeste-sudoeste e estendem-se por cerca de 800 km entre a Pensilvânia norte-central, a parte ocidental de Maryland e oriental da Virgínia Ocidental, e o sudoeste da Virgínia.